# تیتیوس (دهانه)
تیتیوس یک دهانه برخوردی در ماه‌ است.

## دهانه‌های اقماری
این دهانه ۴ دهانه اقماری دارد.
| Titius | عرض جغرافیایی | طول جغرافیایی | قطر          |
| ------ | ------------- | ------------- | ------------ |
| Q      | ۲۸.۰° S       | ۹۸.۶° E       | ۴۶.۰ کیلومتر |
| R      | ۲۷.۱° S       | ۹۹.۹° E       | ۱۴.۰ کیلومتر |
| J      | ۲۷.۶° S       | ۱۰۱.۶° E      | ۲۴.۰ کیلومتر |
| N      | ۲۸.۱° S       | ۱۰۰.۰° E      | ۲۰.۰ کیلومتر |